# Le Wagon à vaches
Pour les articles homonymes, voir Wagon (homonymie).
Le Wagon à vaches est un roman de Georges Hyvernaud paru en 1953 aux Éditions Denoël.
Second ouvrage de l'auteur, très personnel, il ne rencontre pas de public à sa sortie, tout comme son premier roman, La Peau et les Os. Cet échec met un terme à la carrière littéraire de l'écrivain.

## Résumé
L'histoire raconte la vie d'un homme qui reprend ses marques dans la société française de l'après-guerre. Subissant son ami Bourladou, et la lourdeur du travail chez Busson frères, le héros oscille entre une critique acerbe de ce qui l'entoure (les comités d'érection de monuments aux morts, les résistants sur le tard, les codes sociaux) et ses souvenirs de la guerre, dans un camp de prisonniers allemand. Le roman se finit avec la description du livre que va écrire le héros, Le Wagon à vaches.

## Analyse
Tout comme dans La Peau et les Os, Georges Hyvernaud brosse un portrait sombre et absurde de la société française, et met en exergue l'hypocrisie et le non-sens qui l'entoure. Contrairement à son premier roman, la guerre devient une thématique secondaire, pour cette fois se centrer sur l'absurdité de condition humaine. L'écriture se fait tranchante, pleine d'ironie et de sarcasme, et laisse apparaitre un certain nihilisme et une misanthropie de la part de l'auteur. Il se sent « entassé et perdu dans l'inintelligible.
 »